# محمدعلی بنکدارپور
علی‌محمد بنکدارپور (تولد ۱۳۰۸ - مرگ ۱۳۸۲ شمسی) بازرگان و یکی از اعضای اتاق بازرگانی تهران بود. سیاست‌مدار ایرانی بود، که در دوره بیست و چهارم مجلس شورای ملی به عنوان نماینده تهران از استان تهران در مجلس شورای ملی حضور داشت.

## زندگی
علی‌محمد بنکدارپور فرزند محمد در سال ۱۳۰۸ در اصفهان به دنیا آمد. او تحصیلات ابتدایی را در دبستان فرهنگ و تحصیلات متوسطه را در دبیرستان سعدی و دبیرستان ادب اصفهان به پایان رساند. در سال ۱۳۲۸ در دانشکده حقوق دانشگاه تهران در رشته اقتصاد به تحصیل ادامه داد و با کسب رتبه اول، برای کسب دکترای علوم اقتصادی و بازرگانی وارد دانشگاه نوشاتل سوئیس شد. او در سال ۱۳۳۲ به ایران بازگشت و به فعالیت‌های بازرگانی پرداخت. 
بنکدارپور با اسدالله عسگر اولادی نسبت فامیلی دارد. او پیش از انقلاب مقام دبیرکلی اتاق بازرگانی تهران را عهده‌دار بود. با پیروزی انقلاب اسلامی ایران، حساب‌های بانکی بنکدارپور در کنار بسیاری از چهره‌های رژیم گذشته مسدود شد. 
بنکدارپور از اعضای هیئت موسس انجمن اقتصاد ایران بود که برای اولین بار در هشتم مرداد ۱۳۵۱ تشکیل جلسه داد.

## سوابق
- دبیر کل اتاق بازرگانی، صنایع، معادن و کشاورزی ایران
- از مؤسسین اولیه مدرسه عالی ادبیات و زبان‌های خارجه
- عضو شورای انقلاب اداری
- عضو انجمن بهداری تهران
- مدیر مسئول و عضو مؤسس مدرسه عالی ادبیات و زبان‌های خارجی
- عضو هیئت امناء مدرسه عالی بازرگانی
- عضو هیئت امناء مدرسه عالی بازرگانی رشت
- خزانه‌دار و دبیرکل اتاق بازرگانی، صنایع، معادن و کشاورزی ایران
- عضو هیئت مدیره بانک پارس
- خزانه‌دار بنیاد فرهنگی رضا پهلوی
- عضو هیئت‌امناء و خزانه‌دار مؤسسات آموزش فرح
- عضو هیئت‌امناء مدرسه عالی حسابداری.[۵]

در روز دوم مرداد سال ۱۳۸۲، گروهی اقدام به قتل علی‌محمد بنکدارپور، اقتصاددان در منزل مسکونی ایشان در ولنجک نمودند.  
پزشك قانوني نيز در تن‌پيمايي نخستين در محل آثار ورود حداقل ۲۵ ضربه جسم نوك تيز به بدن مقتول را گزارش كرد.